# NGC 252
NGC 252 je čočková galaxie v souhvězdí Andromedy. Její zdánlivá jasnost je 12,5m a úhlová velikost 1,5′ × 1,1′. Od Země je vzdálená 227 milionů světelných let.
Je nejjasnějším členem skupiny galaxií LGG 12, jejímiž dalšími členy jsou NGC 260 vzdálená 240 Mly, PGC 2627 vzdálená 239 Mly, PGC 2752 vzdálená 237 Mly a PGC 2865 vzdálená 234 Mly.
Galaxii objevil William Herschel 26. října 1786.